# The Burglar Who Robbed Death
The Burglar Who Robbed Death è un cortometraggio muto del 1913 diretto da Lem B. Parker.

## Trama
Un medico, caduto in disgrazia a causa dei suoi problemi con l'alcolismo, si trasforma in un ladro.

## Produzione
Il film fu prodotto dalla Selig Polyscope Company.

## Distribuzione
Distribuito dalla General Film Company, il film - un cortometraggio in una bobina - uscì nelle sale cinematografiche statunitensi il 30 aprile 1913.